# Legion of Merit
Legion of Merit (Záslužná legie či Legie zásluh) je americké státní vyznamenání. Jedná se o jediné americké vyznamenání udělované v několika stupních, a mimo Medaile cti jediné další udělované v podobě nákrční závěsné dekorace (ve stupni komandér).
Kromě příslušníků uniformovaných sil Spojených států může být uděleno i představitelům spojeneckých zemí a jejich ozbrojených sil. Těm může být udělováno v několika stupních, zatímco občanům Spojených států je udělováno bez uvedení stupně.
Za opětovné udělení je připínán bronzový dubový list (bronze oak leave cluster) a za 5 bronzových dubových listů jeden stříbrný příslušníkům armády a letectva. Příslušníkům Námořnictva, Námořní pěchoty a Pobřežní stráže za 1 opětovné udělení se připíná zlatá hvězda a za 5 zlatých hvězd 1 stříbrná.

## Insignie
| Vrchní komandér (Chief Commander) | Komandér (Commander) | Důstojník (Officer) | Legionář (Legionnaire) |
| --------------------------------- | -------------------- | ------------------- | ---------------------- |
|                                   |                      |                     |                        |
| Stužka                            |                      |                     |                        |
|                                   |                      |                     |                        |

## Vyznamenaní
výběr
- V březnu 2018 obdržel nejvyšší americké vojenské vyznamenání komandér Záslužné legie generál Armády České republiky Petr Pavel za „skvělé vedení výboru”. V letech 2015-2018 byl předsedou vojenského výboru NATO.[1]